# Gailey
Gailey – wieś w Anglii, w hrabstwie Staffordshire, w dystrykcie South Staffordshire. Leży 13 km na południe od miasta Stafford i 190 km na północny zachód od Londynu.